# Ministère des Finances (Finlande)
Le ministère des Finances de Finlande (en finnois : Suomen valtiovarainministeriö ; en suédois : Finlands finansministeriet) est un ministère finlandais.

## Établissements rattachés
Le ministère des Finances emploie plus de 12 000 personnes. La plupart d'entre elles travaillent pour l'administration fiscale et les douanes.

### Agences
Les agences gouvernementales sont :
- Agences d'administration régionale
- Centre des statistiques
- Douanes
- Trésor public
- Centre national des technologies de l'information et de la communication (Valtori)
- Institut de recherche économique (VATT)
- Centre de service des finances et des ressources humaines de l'État (Palkeet)
- Agence des services de données numériques et démographiques
- Agence de stabilité financière
- Administration fiscale
- Centre finlandais du registre de la population

### Entreprises publiques
Les entreprises publiques dépendant du ministère sont,:
- Hansel Oy
- HAUS kehittämiskeskus Oy[6]
- Fingrid Oyj
- Arsenal Oy
- Propriétés du Sénat

### Fonds et autres institutions
- Valtion Eläkerahasto
- Keva[5],[7]
- Centre de garantie municipale[5],[8]
- Institut du marché du travail municipal[5],[9]